# Октябрський (Ванінський район)
Октя́брський (рос. Октябрьский) — селище міського типу у складі Ванінського району Хабаровського краю, Росія. Адміністративний центр та єдиний населений пункт Октябрського міського поселення.

## Географія
Розташоване у східній частині краю за 3 км (по прямій) на північний захід від районного центру Ваніно, на березі бухти Ваніна. Містоутворююче підприємство — залізнична станція Совєтська Гавань-Сортувальна на лінії Комсомольськ-на-Амурі — Совєтська Гавань, звідси неофіційна народна назва селища — «Сортування»(рос. Сортировка).
Селище складається з житлового масиву, побудованого навпроти залізничної станції, і двох відокремлених мікрорайонів: колишнє військове містечко Октябрський-1 (Хотьомкіне) і Октябрський-2 (у народі — Коппінський житловий масив).
Забудова селища: від типових п'ятиповерхових багатоквартирних будинків до дерев'яних будівель баракового типу, багато приватного сектора. Більшість проїжджих вулиць заасфальтовані.

## Історія
Історично склалося так, що в територію сучасного с. Октябрський увійшли три абсолютно різних населених пункти, кожен з яких має свою історію.
Містоутворюючим підприємством є залізнична станція Совєтська Гавань-Сортувальна, що складається з вокзалу і вантажопасажирської станції. Станція побудована в післявоєнні роки ув'язненими і військовополоненими японцями (які, зокрема, побудували досить оригінальну будівлю вокзалу, зараз відреставровану). Перший поїзд прибув на станцію в 1947 році.
На початок ХХІ сторіччя функції поділені між вантажопасажирською станцією ЕСР 968209 Совгавань-Сортувальна, яка працює з пасажирами, багажем і різними вантажами, у тому числі з контейнерами, і станцією ЕСР 968105 Совгавань-Сортувальна-Експорт, орієнтованою тільки на роботу з портової зоною м. Совєтська Гавань.
Мікрорайон Октябрський-1 раніше називався селище Хотьомкіне, у якому містоутворюючим підприємством була школа молодших авіаційних фахівців в/ч 03140, потім по сусідству розмістили 10-й окремий дисциплінарний батальйон. ШМАС було розформовано в 1991 році, ОДБ переведений в м. Уссурійськ.
На початок ХХІ сторіччя всі службові будівлі і технічні території у Хотьомкіному повністю зруйновані, у житловому секторі заселений один багатоквартирний будинок, решта — приватний сектор. Територією колишніх в/ч проходить міжміська автотраса 08А-1.
Мікрорайон Октябрський-2, народна назва — Коппінський житловий масив, відособлено розташований на мальовничому південному березі бухти Ваніна, на вершині сопки висотою близько 100 метрів. Забудова — багатоквартирні (п'ятиповерхові) будівлі. Містоутворююче підприємство в радянські роки — Коппінський лісопереробний комбінат з власним виробничо-перевантажувальним комплексом ППК-3 у порту.
До грудня 1959 року Октябрський входив у межі міста Совєтська Гавань, потім став окремим населеним пунктом в передмісті Совгавані, з утворенням селищного виконавчого комітету. 19 березня 1974 року, на підставі рішення Хабаровського крайвиконкому № 465 переданий з Совєтсько-Гаванського району в утворений незадовго до цього Ванінський район. Адміністрація міського поселення «Робоче селище Октябрський» утворена в січні 1992 року і стала наступником виконкому Октябрської селищної ради.
30 листопада 2007 року, у результаті пожежі і шквалистого вітру згоріло 23 дерев'яних житлових будинки .

## Населення
Населення — 6240 осіб (2010; 6524 у 2002).
| 1959  | 1970  | 1979  | 1989  | 2000  | 2002  | 2009  |
| ----- | ----- | ----- | ----- | ----- | ----- | ----- |
| 6270  | ↘6166 | ↗7823 | ↗7966 | ↘7600 | ↘6524 | ↘6176 |
| 2010  | 2011  | 2012  | 2013  | 2014  | 2015  | 2016  |
| ↗6240 | ↘6216 | ↗6258 | ↘6191 | ↘6046 | ↘6013 | ↘5953 |
| 2017  | 2018  | 2019  | 2020  |       |       |       |
| ↘5816 | ↘5711 | ↘5650 | ↘5611 |       |       |       |

## Господарство
Залізнична станція Совгавань-Сортувальна, код ЕСР 968209. Совгавань-Сортувальна-Експорт, код ЕСР 968105.
Лісопереробка (випуск деревно-стружкових плит і пиломатеріалів) — за 1,8 км на північний схід від мікрорайону Октябрський-2 знаходиться лісопереробний завод ТОВ «СП Аркаїм» і ППК-3.
Хлібопекарня ПП Голубенко. Районна ветеринарна станція. Столярно-слюсарний цех, у якому, крім іншого, працюють зі склом (ймовірно, єдина в районі майстерня скляних робіт).

### Торгівля
23 торгових точки, 1 підприємство громадського харчування, 2 хлібопекарні, 4 аптеки. Для приїжджих є готель. На розі вул. Центральна і Вокзальна працює невеликий вуличний ринок.

### Транспорт
Містоутворююче підприємство — залізнична станція Совєтська Гавань-Сортувальна (3 клас) є кінцевою станцією для пасажирських поїздів на лінії Комсомольськ-на-Амурі — Совєтська Гавань, займається обробкою пасажирських і вантажних поїздів. Пропускна здатність станції — 5 пар поїздів вантажних і 2 пари пасажирських поїздів на добу. На станції також здійснюються навантаження-розвантаження вагонів, знаходиться контейнерна, локомотивне депо.
У межах селища розташоване автотранспортне муніципальне підприємство ТОВ «АТП Ваніно», яке здійснює пасажирські автобусні перевезення (див. розділ Транспорт в ст. Ваніно)
Через селище проходить автодорога 08А-4 «Ваніно — Совєтська Гавань». Відразу за селищем знаходиться перехрестя дороги 08А-1 «Хабаровськ — Лідога — Ваніно».

### Освіта і культура
На території міського поселення «Робоче селище Октябрський» працюють 7 освітніх установ. Середня загальноосвітня школа № 90 з 599 учнями, вечірня (змінна) середня загальноосвітня школа з 190 учнями, 3 дошкільних освітніх установи, які відвідують 338 дітей, Центр позашкільної роботи «Веселка», який відвідують 370 дітей, дитячий будинок.
Наявний Будинок культури — філія МУ «РДК», а також бібліотека.

### Охорона здоров'я
На території селища функціонує НЗОЗ "Лінійна поліклініка на ст. Совгавань-Сортувальна ВАТ РЖД ", що надає медичну допомогу працівникам залізничного транспорту і приписному населенню. Госпітальну допомогу жителям селища надають в МУЗ ЦРЛ с. Ваніно.
У житловому масиві Коппінський, що входить у межі селища, у приміщенні житлового будинку розташована лікарська амбулаторія МЗОЗ «ЦРЛ», у якій ведуть прийом лікарі терапевт і педіатр, також виявляється стоматологічна допомога жителям.

### Зв'язок
У селищі є станція АТС на 1600 номерів, ВАТ «Ростелеком» надає доступ в Інтернет. Є вузол поштового зв'язку